# 市立貝塚病院
市立貝塚病院（しりつかいづかびょういん）は、大阪府貝塚市にある医療機関である。貝塚市病院事業の設置等に関する条例により設置された市立の病院である。救急告示病院に指定されている。公益財団法人日本医療機能評価機構認定病院。大阪府指定がん診療拠点病院。

## 沿革
- 1939年（昭和14年）9月 - 町立貝塚病院が開院。
- 1943年（昭和18年）5月 - 市制施行に伴い、市立貝塚病院に名称変更。
- 1996年（平成8年）10月 - 新病院開院。

## 診療科
- 内科[4]
- 消化器内科[4]
- 神経内科[4]
- 外科[4]
- 消化器外科[4]
- 乳腺外科[4]
- 形成外科[4]
- 整形外科[4]
- 小児科[4]
- 泌尿器科[4]
- 耳鼻咽喉科[4]
- 産婦人科[4]
- 眼科[4]
- 皮膚科[4]
- 放射線科[4]
- 病理診断科[4]
- 麻酔科[4]
- リハビリテーション科[4]

## 医療機関の認定
- 保険医療機関[4]
- 労災保険指定病院[4]
- 公害医療機関[4]
- 結核指定病院[4]
- 生活保護法指定病院（中国残留邦人等の円滑な帰国の促進並びに永住帰国した中国残留邦人等及び特定配偶者の自立の支援に関する法律（平成六年法律第三十号）に基づく指定医療機関を含む。）[4]
- 原子爆弾被害者一般疾病医療取扱病院[4]
- 臨床研修病院[4]
- 指定自立支援病院（更生医療）[4]
- 指定自立支援病院（育成医療）[4]
- 指定自立支援医療機関（精神通院医療）[4]
- 身体障害者福祉法指定医の配置されている医療機関[4]
- がん診療連携拠点病院等[4]
- 特定疾患治療研究事業委託医療機関[4]
- DPC対象病院[4]
- 指定療育機関[4]
- 指定養育病院[4]
- 指定小児慢性特定疾病医療機関[4]
- 母体保護法指定医の配置されている医療機関[4]
- 診療科名中に産婦人科、産科又は婦人科を有する病院にあっては、公益財団法人日本医療機能評価機構が定める産科医療補償制度標準補償約款と同一の産科医療補償約款に基づく補償の有無[4]

## 交通アクセス
- 南海本線「貝塚駅」(海側)下車、徒歩で北進約10分[5]。